# Estany de Pradet
L'Estany de Pradet, o Estanyol de la Grava, és un estany del Pirineu, situat en el terme comunal d'Angostrina i Vilanova de les Escaldes, a l'Alta Cerdanya, de la Catalunya del Nord.
És a 2.258 metres d'altitud situat al nord de la Serra de Coll Roig i del Ras del Carlit, al nord-est del Carlit, i al sud de l'Estanyol. Com aquest, es troba a la conca de la Tet.
L'Estany de Pradet és un indret visitat habitualment per les rutes excursionistes del sector nord del Massís del Carlit.